# Вечір важкого дня
«Вечір важкого дня» (англ. A Hard Day's Night) — британська музична кінокомедія 1964 року режисера Річарда Лестера за участю гурту The Beatles. Це псевдодокументальний фільм, що описує «типову пару днів» із життя популярного рок-гурту, причому назва The Beatles жодного разу не згадується у фільмі. Картина містить численні гротески, сюрреалістичні й просто комічні епізоди, а також музичні номери у виконанні The Beatles і оркестру під керуванням Джорджа Мартіна. Діалоги побудовані на ліверпульському сленгу й своєрідному гуморі учасників The Beatles.
Фільм мав успіх у глядачів і одержав позитивні рецензії від кінокритиків. Зокрема були відзначені численні новаторські кінематографічні прийоми, акторська гра Рінго Старра. Журнал Time назвав його одним з 100 найкращих фільмів усіх часів. 2004 року журнал Total Film помістив фільм на 42 місце у своєму списку найкращих британських фільмів. На сайті RottenTomatoes.com фільм посідає третє місце в рейтингу найкращих фільмів і має на 100 % сприятливі рецензії.
Картина вплинула на шпигунські фільми 1960-х і на розвиток жанру музичних відеокліпів, а також надихнула американських телепродюсерів на створення ситкому «The Monkees».

## Сюжет
Музиканти грають у фільмі самих себе. Дія відбувається протягом двох днів. Квартет, переслідуваний юрбою шанувальників, їде на поїзді з Ліверпуля до Лондону для виступу в телевізійному шоу, при цьому постійно потрапляючи в усілякі курйозні ситуації. Музикантів обтяжують строгий контроль з боку їхнього менеджера, маса обмежень, нудні прес-конференції, безглузді питання журналістів, перебування замкненими у вільний час. За будь-якої нагоди вони намагаються вирватися на волю. Чимало клопоту їм завдають і витівки дідуся Пола, Джона Маккартні, якого він взяв із собою, щоб той розважився. Незадовго до початку виступу на телебаченні Рінго, переодягнувшись в бурлаку, вирушає на прогулянку й потрапляє у халепу. Решта «бітлів» кидаються на його пошуки й ледве встигають повернутися до призначеного часу, чим мало не доводять педантичного телепродюсера до істерики.

## У ролях
- Джон Леннон
- Пол Маккартні
- Джордж Гаррісон
- Рінго Старр
- Вілфрід Брамбелл — Джон Маккартні, дідусь Пола.
- Норман Росінгтон — Норм, керівник гурту.
- Джон Джанкін — Шейк, дорожній менеджер. Прототипами персонажів Норм і Шейк були дійсні дорожні менеджери («роуді») гурту — Ніл Аспінолл і Мел Еванс.
- Лайонел Блер — танцюрист у залі
- Віктор Спінетті — продюсер на телебаченні.
- Девід Дженсон — хлопчик біля озера
- Філ Коллінз — захоплений глядач-підліток (в окулярах)
- Патті Бойд — дівчина в потязі.

У фільмі на кілька секунд з'являються режисер Річард Лестер (його можна побачити біля сцени, де «Бітлз» виконують «Tell Me Why») і дорожний менеджер групи Мел Еванс (він проходить із контрабасом між Ленноном і шанувальницею, які розмовляють за сценою біля сходів.)

## Історія створення

### Підґрунтя
У 1963 році «Бітлз» видали перші два альбоми, активно виступали з концертами й почали набирати популярність не тільки у Великій Британії, але й за її кордонами.
Віце-президентові американської кінокомпанії Юнайтед Артистс Девіду Пікеру подзвонив керівник музичного видавництва компанії, Майк Стюарт, і розповів йому про групу «Бітлз». Сам він дізнався про гурт від керівника їхнього офісу в Лондоні — той вважав гурт досить перспективним і подав ідею зняти музичний фільм за його участю. Пікер нічого не знав про «Бітлз», але його зацікавило те, що вони одержать право видати на своїй фірмі музику з кінофільму — оскільки в контракті «Бітлз» із американською фірмою Кепітол Рекордз не було обговорено випуск саундтреків.
Коли Пікер зв'язався із менеджером «Бітлз» Браяном Епштейном із пропозицією зняти гурт у фільмі, той з радістю погодився, і було підписано контракт відразу на три фільми. Однак самі «Бітлз» не мали бажання зніматися — вони були невисокої думки про тогочасні музичні фільми за участю поп-груп та не уявляли собі, як їхню музику можна об'єднати з кінематографом.

### Постановка
Продюсером фільму керівники Юнайтед Артистс призначили Волтера Шенсона. Він познайомився з Епштейном і вони домовилися про зустріч із «Бітлз». Однак на зустріч приїхав один Епштейн, пояснивши, що в «Бітлз» зненацька з'явилася нагода попрацювати в студії EMI, що звільнилася. Шенсон запропонував заїхати за ними на таксі й по дорозі поговорити. Зустрівшись із учасниками групи, у Шенсона виникло враження, що він «потрапив у фільм із братами Маркс». Обговорюючи дату початку зйомок, «Бітлз» сказали, що збираються поїхати на відпочинок на Багами, а в лютому вирушають до США на виступи в шоу Еда Саллівана. Шенсон дав їм завдання скласти під час відпочинку принаймні 6 пісень для фільму.
Режисером фільму був вибраний Річард Лестер — американець-експатріант у Великій Британії, що працював на британському телебаченні в Лондоні. Він був особливо відомий телевізійною адаптацією комедійного радіо-шоу Goon Show — ексцентричним комедійним серіалом «The Idiot Weekly» (1956) і його продовженнями — «A Show Called Fred» і «Son of Fred» (1956). «Бітлз», зокрема Леннон, були фанатами цих шоу. Вони з радістю погодилися працювати з ним. На їхню думку, завдяки нестандартним підходам Лестера фільм мав шанси стати чимсь особливим, а не тривіальним мюзиклом. Річард Лестер одержав від Пікера повну свободу дій щодо знімання і змісту фільму.

### Сценарій
Для написання сценарію було запрошено Алана Овена, якого «Бітлз» знали по п'єсі «No Trams to Lime Street». Валієць за походженням, Овен виріс у Ліверпулі й добре знався на ліверпульському сленгу. Він провів кілька днів з групою під час їхнього турне по Франції, щоб якнайкраще про них дізнатися. Звертаючи особливу увагу на їхню поведінку, заняття, манеру спілкування, різні сленгові слівці і вислови, які вони використали, він складав на їхній основі сценарій і діалоги. Наприклад, коли «Бітлз» розповіли йому, що все їхнє життя — це «кімната-машина-кімната-машина-кімната-машина» — він включив подібну фразу в один із діалогів.
Персонажі музикантів були певною мірою засновані на дійсному характері кожного з них: Джон — пустун і бунтар, Пол — люб'язний і дипломатичний, Джордж — тихий і боязкий, Рінго — мовчун-одинак.
У сценарії «Бітлз» зображені в'язнями своєї слави, строгого розкладу й керівництва, але більш за все турбот їм завдає дідусь Маккартні. Самі вони з іронією сприймають свою популярність. Наприклад, коли шанувальниця впізнає Леннона, він починає доводити їй, що це аж ніяк не він, що його очі іншого кольору й ніс теж зовсім інший, і в кінців-кінців жінка визнає що «він зовсім на нього не схожий». Після цього Леннон говорить сам собі: «Вона походить на нього більш за мене…». На прес-конференціях вони приводять у замішання журналістів дотепними або безглуздими відповідями. Коли журналіст запитує в Рінго, чи мод він або рокер, він говорить, що він «мокер» (англ. mocker, насмішник)
Протягом усього фільму різні люди називають дідуся Пола «чистеньким дідком» — це було придумано для контрасту з персонажем, зіграним Вілфрідом Брамбеллом в попередньому фільмі, де його називають «брудним дідом».

### Знімання

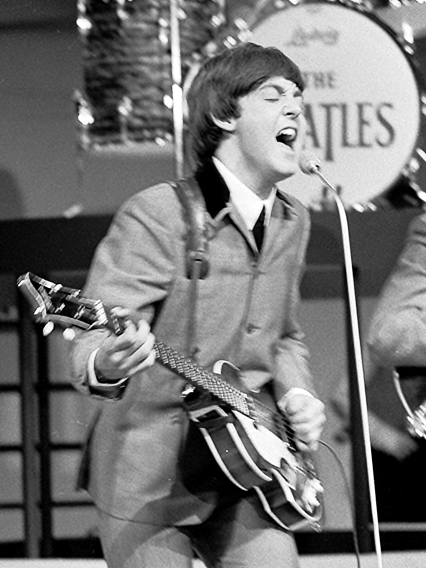
Пол Маккартні у 1964 році

Ще перед початком знімання було вирішено, що загальні витрати не повинні перевищувати 500,000 доларів США — із цих причин фільм знімали на чорно-білій плівці. Знімання тривали 6 з половиною тижнів, а загалом на створення фільму пішло 16 тижнів. Практично всі сцени було знято в такому порядку, в якому вони йдуть у фільмі, що не було типовим для звичайних кінозйомок.
Річард Лестер використав у фільмі елементи голлівудських кінокомедій, новаторські прийоми режисерів французької «нової хвилі» і свій особистий досвід виготовлення рекламних відеороликів на телебаченні.
За словами Лестера, однією з його головних цілей було зробити знімання фільму якомога природнішим процесом для «Бітлз». Не було встановлено ніяких обмежень для акторів й операторів, і під час знімання було багато імпровізації й експериментів. Деякі сцени й прийоми було придумано в процесі зйомок. Головний оператор Гілберт Тейлор назвав сценарій «інтуїтивним».
До початку знімання «Бітлз» ще не були членами Британської профспілки акторів. Уранці першого дня знімання вони нашвидку вступили в профспілку за допомогою Вілфріда Брамбелла й Номана Россінгтона.
Знімання розпочалися на станції Педдінгтон 2 березня 1964. У перший тиждень знімалися сцени в поїзді, що йшов з Лондона в Майнхед. Підлітки, які переслідують групу по дорозі на вокзал (і в деяких інших епізодах) — дійсні шанувальники, не актори. Після першого дня знімання «Бітлз» навмисно висадили на одній зі зупинок не доїжджаючи до кінцевої станції в Лондоні. Коли знімальна бригада прибула туди, їх уже очікував величезний натовп фанатів. Молодий асистент режисера, прийнятий через свою зачіску за одного з бітлів, був атакований збожеволілими підлітками і, тікаючи від них, втратив кілька котушок із кіноплівкою. У такий спосіб половина знятого за перший день матеріалу була загублена.
У першій сцені фільму, де «Бітлз» тікають від фанатів, Харрісон спотикається й падає. Оскільки він негайно підвівся й побіг далі, знімання не було зупинено, і цей дубль увійшов у фільм. У фільмі є інші подібні помарки: під час виконання «If І Fell» Харрісон ненавмисно звалює підсилювач, а в епізоді наприкінці фільму, коли після концерту гурт заплигує у гелікоптер, з нього звалюється черевик. Головний оператор вважав, що подібні дрібниці надають фільму невимушеності й природності.
10 березня було знято сцени з Рінго в пабі «Turk's Head» у Твікенгемі, а наступного тижня проводилися павільйонні знімання у Твікенгемских кіностудіях.
З 23 по 30 березня знімання йшли в театрі «Scala Theatre». 31 березня там же був знятий концертний виступ «Бітлз» (під фонограмафонограму) перед аудиторією з 350 осіб.
23 квітня в ігрових полях Торнбері (що в Айлворт, Міддлсекс) був знятий епізод із піснею «Can't Buy Me Love», де члени гурту, вирвавшись на волю, бігають і стрибають по полю. Спочатку в епізоді було використано пісню «І'll Cry Instead», однак пізніше режисер вирішив, що сумовитий настрій пісні не підходить цій веселій, життєрадісній сцені.
У цей день Джон Леннон не брав участі у зйомках, бо був зайнятий рекламою своєї книжки. Тож на відтинках сцени, знятих з гелікоптера, його замінив дублер. Знімання більшим планом було здійснено пізніше за участю самого Леннона.
У фільмі простежується зв'язок із картинами про Джеймса Бонда: Рінго одержує запрошення в казино Le Cercle, те саме, де з'явився Джеймс Бонд в фільмі «Доктор Но»; в інструментальній композиції «This Boy» («Ringo's Theme») партію бас-гітари виконує Він Флік, що також брав участь у записі теми Джеймса Бонда для фільму «Доктор Но». Актори Річард Вернон (Сердитий пасажир у поїзді) і Маргарет Нолан (блондинка в казино) грали у фільмі «Голдфінгер» (1964).
Режисер фільму Річард Лестер у наслідку зняв другий фільм «Бітлз», «Help!» 1965 року, і кілька популярних фільмів, серед яких «Три мушкетери» й «Супермен-2».

### Операторська робота
Метою Річарда Лестера було зробити фільм досить нетрадиційним, із використанням деяких сюрреалістичних прийомів. У сцені із дратівливим пасажиром «Бітлз» виходять із купе щоб піти у вагон-ресторан, але в наступний момент вони зовні біжать за поїздом і стукають у вікно. В іншій сцені «Бітлз» грають у карти в багажному відділенні поїзда, потім опиняються з інструментами в руках на тому ж самому місці й виконують пісню «I Should Have Known Better», а після закінчення пісні їх знову показано за грою в карти.
Сцену з піснею «Can't Buy Me Love» було знято в трьох різних місцях — на задньому дворі театру Хаммерсміт Аполло в Лондоні, ігрових полях Торнбері й в аеропорту Гетвік у Суссексі. Виглядало це так, начебто «Бітлз» вибігають із будинку театру по пожежних сходах і біжать на велике поле зі злітним майданчиком. У Лестера з'явилася ідея піднятися на гелікоптері й познімати з його люка. В оператора виникли проблеми з камерою, і деякі кадри вийшли надмірно освітленими, однак Лестер уважав отриманий ефект геніальним і пізніше запитував, як той його домігся.
Знімання виступу гурту в театрі здійснювалися шістьма операторами з різних кутів — дальнім, середнім і великим планом. Цей новаторський прийом надалі став стандартом для концертних зйомок.
У сцені, де гурт виконує пісню «And I Love Her», камера рухається навкруг соліста Маккартні, і в об'єктив потрапляє яскраве світло дугової лампи, з якого потім «проступає» профіль Маккартні. Переглядаючи цю сцену, керівники студії спочатку прийняли це за дефект і спитали про це у Шенсона, на що той відповів, що «увесь ранок добивався такого ефекту». Для цього камеру спеціально підвісили на мотузках, на зразок маріонетки, і повільно переміщували по колу.

## Назва
Назва фільму була натхненна фразою, вимовленою якось Рінго. 1964 року він розповів в інтерв'ю ді-джею Девіду Гуллу: «Ми взялися за роботу й працювали весь день і, як з'ясувалося, всю ніч. Я підвівся, вважаючи, що зараз ще день, і сказав: „Важкий видався день…“, а потім оглянувся й побачив, що навколо темно й сказав „…вечір!“. У такий спосіб ми придумали назву „Вечір важкого дня“.»
Подібну фразу також було використано в книзі Леннона «In His Own Write». 1980 року Леннон розповів в інтерв'ю журналу «Плейбой», що назвати фільм «Вечір важкого дня» запропонував Річард Лестер. Однак у документальному фільмі «The Beatles Anthology» 1994 року Пол Маккартні розповів іншу історію — що Рінго після одного концерту сказав: «Ох, це був вечір важкого дня», і що це самі учасники «Бітлз», під час роботи у Твікенгемських студіях, вирішили використати цю фразу як назву для фільму.
Згідно з продюсером Волтера Шенсона, ідея належала саме йому. Коли знімання фільму закінчувалися, назви досі не було придумано. Він порадився з Ленноном, і коли той перелічив йому кілька фраз Рінго, він вирішив, що «Вечір важкого дня» — це саме те, що треба. Керівництву кіностудії назва здалася незграбною, але молодші співробітники розцінили її дуже вдалою, і тоді заголовок був ухвалений. Шенсон також вирішив, що у фільмі обов'язково повинна пролунати пісня за такою же назвою, і сказав про це Леннону й Маккартні. Уже наступного дня вони зателефонували до Шенсона і, на його подив, повідомили про те, що пісня готова.

## Випуск
Прем'єра фільму відбулася 6 липня 1964 року в лондонському кінотеатрі «Pavillion». Незабаром вийшов й однойменний альбом, A Hard Day's Night, на якому вперше усі без винятку пісні були написані Ленноном і Маккартні. Його перша сторона містила нові пісні, що прозвучали у фільмі.
І фільм, і альбом одержали захоплені відгуки від критиків. Американський композитор Леонард Бернштейн після прослуховування альбому назвав Леннона й Маккартні «найкращими композиторами-піснярами з часів Шуберта». Кінокритик Леслі Галлівел дав фільму найвищу оцінку (4 зірки).
На думку критика «Нью-Йорк таймс» Бослі Краутера, «фільм є тонкою сатирою на рок-н-рол (зокрема „Бітлз“) як джерело молодіжного бунтарства й виклику авторитетам». «Бітлз» зображені приємними хлопцями, ураженими постійною увагою до своїх персон, які хочуть лише тиші й спокою, але змушені мати справу з юрбою кричущих фанатів, журналістами, які ставлять їм безглузді питання, і авторитетами, які їх зневажають.

## Вплив
У 2008 році Британський Інститут кіно склав список фільмів, які необхідно зберегти для наступних поколінь. «Вечір важкого дня» посів у ньому 28 місце

## Пісні з фільму
- «I'll Cry Instead»
- «A Hard Day's Night»
- «I Should Have Known Better»
- «Can't Buy Me Love»
- «If I Fell»
- «And I Love Her»
- «I'm Happy Just to Dance with You»
- «Ringo's Theme (This Boy)»
- «Tell Me Why»
- «Don't Bother Me» — написана Джорджем Гаррісоном, однак у титрах фільму авторами усіх пісень зазначені «Джон Леннон і Пол Маккартні»
- «I Wanna Be Your Man»
- «All My Loving»
- «She Loves You»